# Alcippe brunneicauda
Az Alcippe brunneicauda a madarak osztályának verébalakúak (Passeriformes) rendjébe és a Pellorneidae családjába tartozó faj.

## Rendszerezése
A fajt Tommaso Salvadori olasz ornitológus írta le 1879-ben, a Hyloterpe nembe Hyloterpe brunneicauda néven.

## Alfajai
- Alcippe brunneicauda brunneicauda (Salvadori, 1879)
- Alcippe brunneicauda eriphaea (Oberholser, 1922)[2]

## Előfordulása
Dél- és Délkelet-Ázsiában, Brunei, Indonézia, Malajzia és Thaiföld területén honos. A természetes élőhelye a szubtrópusi vagy trópusi síkvidéki esőerdők, folyók és patakok környéke, valamint ültetvények. Állandó, nem vonuló faj.

## Megjelenése
Testhossza 14,5-15 centiméter, testtömege 14,5-16 gramm.

## Életmódja
Rovarokkal táplálkozik, de bogyókat is fogyaszt.

## Természetvédelmi helyzete
Az elterjedési területe elég nagy, de gyorsan csökken, egyedszáma is csökkenő. A Természetvédelmi Világszövetség Vörös listáján mérsékelten fenyegetett fajként szerepel.